# Blanca García Montenegro
Blanca García Montenegro (Lugo, 1945 ) es una empresaria gallega, presidenta del grupo de comunicación El Progreso.

## Trayectoria
Estudió Secretariado Internacional en Madrid, y en Oxford. Cuando su marido murió en abril de 1993, se hizo cargo de la presidencia del grupo.
De hecho, es vicepresidenta de la Confederación de Empresarios de Lugo, presidenta de la Agencia Gallega de Noticias, miembro del Consejo Social de la Universidad de Santiago de Compostela, y miembro del Comité Ejecutivo de la Cámara de Comercio de Lugo.
Su hijo, Antonio de Cora García, es el presidente do Diario de Pontevedra.

## Honores
- Pta. de Honor de la CEL (Confederación de Empresarios de Lugo[2]

### Reconocimientos
- Premio Galicia en Feminino 2003 por la difusión da imagen no discriminatoria de la mujer.[3]
- Se le otorga la Medalla Castelao del año 2004.[4]
- Premio Diego Bernal 2007 da Asociación de Xornalistas de Galicia.[5][6]